# Логрес

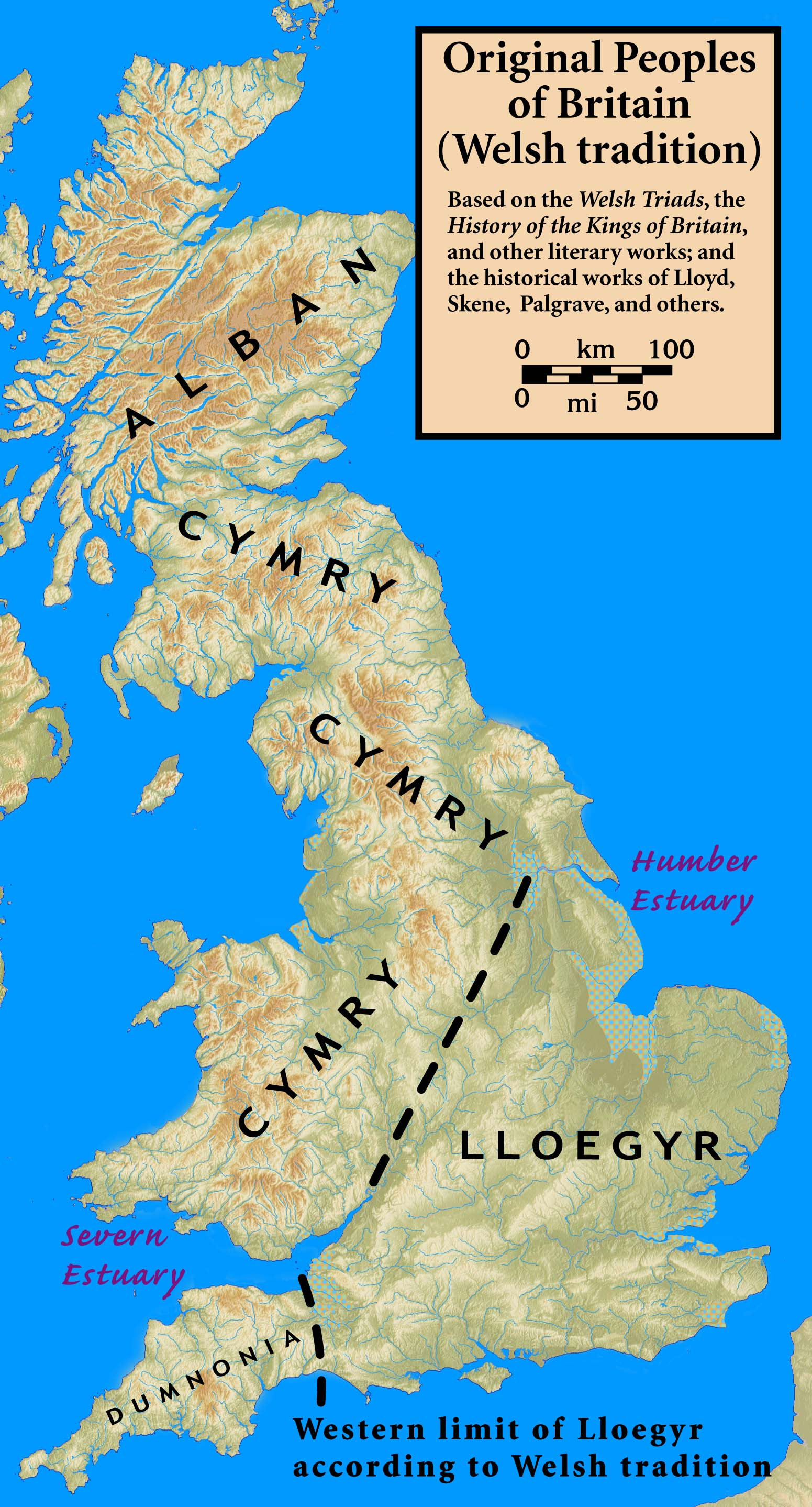
Lloegyr на карте Великобритании

Логрес (также Логрис или Логрия) — царство короля Артура в Британии. Это слово происходит из средневекового валлийского слова Lloegyr — имени неопределенного происхождения, относящегося к территории современной Англии (Lloegr в современном валлийском).
В контексте Артура «Логрес» часто используется для описания Бриттской области, примерно соответствующей границам Англии. Согласно средневековой хронике Гальфрида Монмутского Historia Regum Britanniae, царство было названо в честь легендарного короля Локрина, старшего сына Брута Троянского. В своей «Истории» Гальфрид использует слово Loegria, чтобы описать провинцию, которая содержит бо́льшую часть Англии, исключая Корнуолл и Нортумберленд.